# 早稲田大学文化構想学部
早稲田大学文化構想学部（わせだだいがくぶんかこうそうがくぶ、英語：School of Culture, Media and Society）とは、早稲田大学にある2つの人文学系の学部の一つである。文学学術院に属する。
2007年4月1日の学部再編により第一文学部および第二文学部の後継として文学部とともに設置された。

## 概要
早稲田大学戸山キャンパスに所在し、早稲田大学文学学術院の管理・運営下にある。
2007年4月に第一文学部・第二文学部を混合再編し、文化構想学部と文学部が設置された。
文学部が、伝統的な人文学・文化学の継承と発展を目指しているのに対して、文化構想学部は、人文学・文化学の学際的・学横断的な研究・教育実践を目指している。このため、文学部には従来の学問分野に従ったコースが設置されているのに対し、文化構想学部は人文学・文化学のさまざまな分野をクロスオーバーさせた「論系」より成り立っている。また昼夜に科目を設置し、夜間特別枠も設けることによって、従来、第二文学部が担ってきた社会的使命も果たしていっている。
外国語科目と講義科目が文学部と共通化されており「ブリッジ科目」と称されている。いずれの論系も卒業時に「学士(文学)」（Bachelor of Arts in Literature）の学位が授与される。
「文化の様相と構造を解明し、表象の分析と文芸の創造に取り組み、人間と社会の本質に迫ることによって、新しい時代にふさわしい文化を構想する」ことと「これまでの学問領域を大胆に乗り越えて、広領域的・学融合的アプローチを実践する」ことを理念として掲げている。

## 沿革
旧制文学部
- 1882年 （東京専門学校創立）
- 1890年 坪内逍遙らにより文学科創設。
- 1891年 『早稲田文学』創刊。
- 1902年 （東京専門学校が早稲田大学と改称し専門部と大学部を置く）大学部文学科となる。
- 1904年 （早稲田大学が専門学校令による旧制専門学校となる）
- 1920年 （早稲田大学が大学令による旧制大学となる）文学部となる。

第一文学部・第二文学部
- 1949年 （学制改革による新制早稲田大学が設置される）旧制での文学部が、新制での第一文学部（昼間学部）と第二文学部（夜間学部）になる。
- 1962年  旧・西早稲田キャンパス（現・早稲田キャンパス）より戸山キャンパスへと移転。
- 1992年 戸山図書館開館。
- 2004年9月 学術院制度の導入により、第一文学部・第二文学部（および大学院文学研究科）を包括する管理・運営組織として文学学術院を設置。

文化構想学部
- 2007年4月 第一文学部、第二文学部を混合再編し、新たな文学部とともに文化構想学部が設置される。文化構想学科1学科を置き、その下に6つの論系[注釈 1]が設けられる（再編前の母体2学部も在校生のいる間並行して存続し、後年廃止）。また入学試験において夜間特別枠を設け昼夜開講学部とする。
- 2010年 夜間特別枠廃止。
- 2017年 英語学位プログラムとして、Global Studies in Japanese Cultures Program（JCulP：国際日本文化論プログラム）を開設。

## 論系
現在、文化構想学科に以下の6つの論系が設置されている。
- 多元文化論系 - 世界各地の地域文化や、思想・宗教・文学・歴史・民俗・美術・音楽について、各文化間の影響を常に視野に入れつつ研究する[5]。
  - Global Studies in Japanese Cultures Program（JCulP：国際日本文化論プログラム） - 英語学位プログラム。多元文化論系内に設置されているが、特定のAO試験での入学者のみ所属。日本文化を学ぶことと発信することを目的に英語で学習・研究する[6]。
- 複合文化論系 - 地域や時代、既成の学問ジャンルの枠を超え、各文化圏間相互の関係分析や比較研究を行ない、人間文化の複合的な構造を根本的に解き明かすことを目指す[7]。言語文化、文化人類学、異文化コミュニケーション論など、第一文学部の人文専修の流れをくむ[8]。
- 表象・メディア論系 - 古典芸能から現代、そして未来の表象文化まで、人間が生み出してきた多種多様な芸術文化活動や思想を、メディア・身体・イメージの三つのキーワードをもとに分析する[9]。
- 文芸・ジャーナリズム論系 - 広義の文芸諸ジャンルに関わる実践者の育成を目指す。文芸学の他、現役の作家による創作指導や、編集・企画作業を学ぶ授業など、実践的な教育も提供する[10]。平岡篤頼が創設した第一文学部の文芸専修の後継[11]。
- 現代人間論系 - 人間に対する多面的なアプローチを通じて、現代人と現代社会の諸問題に新しい視点で向き合う[12]。
- 社会構築論系 - 現代社会の構造について歴史的・文化的視点から分析して根源的に捉えなおし、社会の矛盾や問題点を克服する新たな社会構築の方法とそれを担う主体のあり方を構想する[13]。

※2年次以降に専門課程である各論系に進級する。

## 学部長
- 大日方純夫（2007年-2011年）
- 川尻秋生（2020年-2022年）
- 小田島恒志（2022年-）

## 関係者

### 主な出身者
- 朝井リョウ（文芸・ジャーナリズム論系） - 小説家、最年少で直木賞を受賞
- 阿部智里（多元文化論系） - 小説家
- 氏田雄介 - 企画作家、株式会社考え中代表
- 内山昂輝[14] - 声優、俳優
- 宇野なおみ（多元文化論系） - 女優
- 井澤愛巴（文芸・ジャーナリズム論系） - アナウンサー、山形テレビ所属
- 大川真輝 - 大川隆法の次男、宗教家
- 大場みなみ - 女優、ファッションモデル
- 岡副麻希（文芸・ジャーナリズム論系） - アナウンサー
- 片岡一竹（表象・メディア論系） - 精神分析家、哲学者
- 片山美紀 - 気象予報士
- カニササレアヤコ - お笑い芸人
- 北村匡平 (表象・メディア論系) -  東京工業大学リベラルアーツ研究教育院准教授
- 小島日和 - 詩人
- 斎藤康貴 - アナウンサー、テレビ朝日所属
- 里咲りさ（中退） - アイドル、シンガーソングライター、歌手
- 竹内友佳（表象・メディア論系） - アナウンサー、フジテレビ所属
- 東山奈央 - 声優、歌手
- 宮澤智（表象・メディア論系） - アナウンサー、フジテレビ所属
- 宮司愛海（表象・メディア論系）　- アナウンサー、フジテレビ所属
- 宮本真智 - アナウンサー、NHK所属
- 村田享子 - 国会議員（参議院）
- 山下桃（文芸・ジャーナリズム論系） - アナウンサー、山陰中央テレビジョン放送所属
- 吉上亮（文芸・ジャーナリズム論系） - SF作家
- 佐伯ポインティ - YouTuber

### 主な専任教員
2023年度現在
多元文化論系
- 井川健二
- 井上文則
- 小田島恒志 - 英文学者、翻訳家
- 垣内景子 - 東洋哲学
- 高屋亜希
- チャン・エドワード・ケイ
- 中澤達哉
- ホサイン・タニア
- 源貴志
- 吉原浩人 - 仏教学者
- 渡辺愛子
- 渡邉義浩
- 高井詩穂
- ピタルク・パウ
- 由尾瞳

複合文化論系
- 上野和昭 - 日本語学者
- 國弘暁子 - 文化人類学者
- 小林信之 - 哲学
- 酒井智宏 - 言語学者
- 坂上桂子 - 美術史学者
- 陣野英則 - 日本文学研究者
- 高橋利枝 - 社会学者
- 寺崎秀一郎
- 松前もゆる - 文化人類学者
- 箕面在弘 - 人類学
- 宮城徳也
- 山田真茂留 - 社会学

表象・メディア論系
- 岡室美奈子 - 英米演劇
- 坂内太 - パフォーミング・アーツ
- 関直子 - 美術史
- チェン・ドミニク - メディアアート
- 橋本一径 - 表象文化論学者、映画評論家
- 長谷正人 - 文化社会学者
- 藤本一勇 - フランス現代思想
- 細馬宏通 - 身体論
- 村井翔 - 心理学者
- 石岡良治 - 批評家
- 溝口彰子 - ジェンダー論
- 和田修 - 芸能身体論

文芸・ジャーナリズム論系
- 岡真理 - 現代アラブ文学
- 小野正嗣 - 小説家、フランス文学
- 菊池有希 - 比較詩学
- 北村陽子 - フランス美術
- 草野慶子 - ロシア文学者
- 小沼純一 - 音楽・文学・芸術批評家
- 重松清 - 小説家
- 十重田裕一 - 日本近代文学
- 堀江敏幸 - 小説家
- 松永美穂 - ドイツ文学者
- アスアヘアラモ・マヌエル - 世界文学論
- 市川真人 - 文芸評論家
- 岩川ありさ

現代人間論系
- 阿比留久美 - 教育学
- 石田光規 - 社会学
- 大久保孝治 - 社会学
- 岡部耕典 - 社会福祉学者
- 小塩真司 - 心理学者
- 久保田治助 - 教育学
- 清水由紀 - 心理学
- 御子柴善之 - 哲学・倫理学
- 宮田裕光 - 心理学
- 村松聡 - 哲学・倫理学
- 小村優太 - 中世アラビア哲学、宗教学
- 森山至貴 - 社会学者

社会構築論系
- 川尻秋生 - 日本史学者
- 金敬黙
- 久保健一郎 - 日本史学者
- 高野孝子 - 冒険家
- 田畑幸嗣
- 樽本英樹 - 社会学
- 豊田真穂 - ジェンダー論
- 西城戸誠 - 社会学
- 藤野裕子 - 日本近現代史
- 森元孝 - 社会学者
- 森田貴子 - 日本史研究者
- 柳澤明 - アジア史

過去の主な専任教員
- 青山南 - 翻訳家、エッセイスト
- 東浩紀（文芸・ジャーナリズム論系） - 批評家、思想家、作家
- 安藤文人 （多元文化論系）- 文学者、ナラティヴ・スタディーズ研究者
- 井桁貞義（複合文化論系） - ロシア文学者、異文化コミュニケーション論研究者
- 伊藤比呂美（文芸・ジャーナリズム論系） - 詩人
- 大石雅彦（表象・メディア論系） - ロシア文学者、文化記号論研究者
- 尾崎真理子（文芸・ジャーナリズム論系）- 文芸評論家
- 大日方純夫（社会構築論系） - 日本史学者
- 大藪泰（現代人間論系） - 心理学者
- 紙屋敦之（多元文化論系） - 日本史学者
- 喜多明人 （社会構築論系）- 教育学者
- 北村薫（文芸・ジャーナリズム論系） - 小説家、エッセイスト、アンソロジー編纂家
- 草原真知子（表象・メディア論系） - メディアアート研究者
- 佐々木敦（表象・メディア論系） - 評論家
- 竹本幹夫（表象・メディア論系） - 能楽研究者
- 田島照久（現代人間論系） - 宗教学者
- 丹尾安典（表象・メディア論系）- 美術史学者
- 津田大介 （文芸・ジャーナリズム論系）- ジャーナリスト
- 土田健次郎 （複合文化論系）- 儒教研究者、中国研究者
- 永江朗（文芸・ジャーナリズム論系） - ライター
- 蜂飼耳（文芸・ジャーナリズム論系） - 詩人、エッセイスト、小説家
- 東直子（文芸・ジャーナリズム論系） - 小説家、脚本家
- 宮沢章夫（表象・メディア論系）- 劇作家、演出家、作家
- 増山均（現代人間論系） - 社会福祉学者
- 盛田隆二（文芸・ジャーナリズム論系） - 小説家、編集者
- 森由利亜（多元文化論系） - 中国思想研究者
- 山西優二（社会構築論系） - 社会学者
- 芳川泰久（文芸・ジャーナリズム論系） - フランス文学者、文芸批評家
- 渡部直己（文芸・ジャーナリズム論系） - 文芸批評家